# Вукмир Златоносовић
Вукмир Златоносовић (?? — 1424) је био војвода из властелинске породице Златоносовића која је управљала облашћу Усоре у Краљевини Босни.
Учесник је у завјери Сандаља Хранића и краља Стефана Остоје против кнеза Павла Раденовића у лову на Пареној пољани 1415. године, у којој је Павле је смртносно рањен. Вукмиру је према завјереничком плану требало да буде предат град Олово, међутим до тога није дошло.
Разболио се 1424. године. Тако је почетком поменуте године Сандаљ Хранић тражио помоћ од Дубровчана, да Вукмиру пошаљу љекара. Захтјев је још једном поновљен октобра мјесеца, а Дубровчани су узели на себе трошкове од двије стотине перпера, колико је било потребно за лијечење. Од тада се Вукмир не спомиње у списима, те се сматра да је умро исте године.